# He Loves Me, He Loves Me Not
| Recensione | Giudizio |
| ---------- | -------- |
| AllMusic   |          |

He Loves Me, He Loves Me Not è un Album in studio della cantante jazz statunitense Chris Connor, pubblicato nel novembre del 1956.

## Tracce

### LP (1956, Atlantic Records, 1240)
Lato A
1. High on a Windy Hill – 3:44 (Joan Whitney, Alex Kramer) – Registrato il 5 giugno 1956 a New York
2. 'Round About – 3:56 (testo: Ogden Nash – musica: Vernon Duke) – Registrato il 5 giugno 1956 a New York
3. Angel Eyes – 3:41 (testo: Earl Brent – musica: Matt Dennis) – Registrato il 6 giugno 1956 a New York
4. You Stepped Out of a Dream – 3:48 (testo: Gus Kahn – musica: Nacio Herb Brown) – Registrato il 6 giugno 1956 a New York
5. Why Can't I – 3:41 (testo: Lorenz Hart – musica: Richard Rodgers) – Registrato il 6 giugno 1956 a New York
6. Suddenly It's Spring – 3:09 (testo: Johnny Burke – musica: Jimmy Van Heusen) – Registrato il 6 giugno 1956 a New York

Durata totale: 21:59
Lato B
1. About the Blues – 3:41 (Arthur Hamilton) – Registrato il 7 agosto 1956 a New York
2. Oh! You Crazy Moon – 3:40 (testo: Johnny Burke – musica: Jimmy Van Heusen) – Registrato il 5 giugno 1956 a New York
3. But Not for Me – 3:47 (testo: Ira Gershwin – musica: George Gershwin) – Registrato il 5 giugno 1956 a New York
4. I Guess I'll Hang My Tears Out to Dry – 3:27 (testo: Sammy Cahn – musica: Jule Styne) – Registrato il 7 agosto 1956 a New York
5. I Wonder What Became of Me – 4:11 (Johnny Mercer, Harold Arlen) – Registrato il 7 agosto 1956 a New York
6. Thursday's Child – 3:54 (testo: Elisse Boyd – musica: Murray Grand) – Registrato il 7 agosto 1956 a New York

Durata totale: 22:40

## Musicisti
- Chris Connor – voce solista
- Ralph Burns – direttore d'orchestra, arrangiamenti
- Componenti orchestra non accreditati

### Produzione
- Nesuhi Ertegun – produzione, supervisione
- Registrazioni effettuate il 5 e 6 giugno e il 7 agosto 1956 a New York City, New York
- Tom Dowd, Earl Brown, John Cue – ingegneri delle registrazioni
- Marvin Israel – design copertina album originale
- Jay Maisel – foto copertina album originale
- John S. Wilson – note retrocopertina album originale[4]